# Tarika Moses
Tarika Moses (ur. 11 listopada 1997) – lekkoatletka Brytyjskich Wysp Dziewiczych specjalizująca się w biegach sprinterskich. 
W 2013 została wicemistrzynią świata juniorów młodszych w sztafecie szwedzkiej.

## Osiągnięcia
| Rok  | Impreza                               | Miejsce   | Konkurencja        | Lokata     | Wynik   |
| ---- | ------------------------------------- | --------- | ------------------ | ---------- | ------- |
| 2013 | Mistrzostwa świata juniorów młodszych | Donieck   | bieg na 400 metrów | półfinał   | 56,65   |
| 2013 | Mistrzostwa świata juniorów młodszych | Donieck   | sztafeta szwedzka  | 2. miejsce | 2:07,40 |
| 2016 | Mistrzostwa świata juniorów           | Bydgoszcz | bieg na 400 metrów | eliminacje | 55,04   |

## Rekordy życiowe
- Bieg na 400 metrów (stadion) – 53,66 (2016)
- Bieg na 400 metrów (hala) – 53,76 (2016)